# Beniaján
Beniaján est une localité d'Espagne et un district de la commune de Murcie, au pied du mont qui ferme la Vallée du Segura par le Sud. Elle se trouve à environ 5 km de la capitale de la région Murcie, a une superficie de 13,924 km2 et comptait 11 378 habitants en 2020. Depuis la fin du XIXe siècle, son nom a commencé à être connu à  niveau international grâce à la production abondante d'agrumes qu'on exportait dans tout le monde, une activité industrielle très enracinée dans la localité et dont elle a été et demeure un référent.
Le district comprend trois localités : Beniaján, où 9022 personnes habitent; El Bojal, où 1419 personnes habitent et El Canute, où 166 personnes habitent.

## Économie
- Comarth, société spécialisée dans la conception et le développement de véhicules utilitaires sports, est basée à Beniaján.

## Monuments
- Église de San Juan Bautista (XVIe – XXe siècles).
- Église de Villanueva, Virgen del Azahar
- Chapelle de Notre-Dame du Carmel, œuvre baroque de Antoine Duparc.
- Chapelle de San Antón
- Parc Régional "El Valle y Carrascoy", une zone naturelle protégée de montagne.

## Fêtes
Voici les fêtes qui sont célébrées au distrit :
- San Antón (17 janvier)
- Carnaval
- Semaine Sainte, processions de "nazarenos" avec sculptures de la passion de Jésus
- Virgen del Azahar, pèlerinage (1er mai)
- Semaine Culturelle, musique et folklore (autour du 24 juin)
- Notre-Dame du Carmel, fêtes patronales (semaine du 16 juillet)
- Santa Cecilia, cycle de concerts et d'auditions (semaine du 22 novembre)

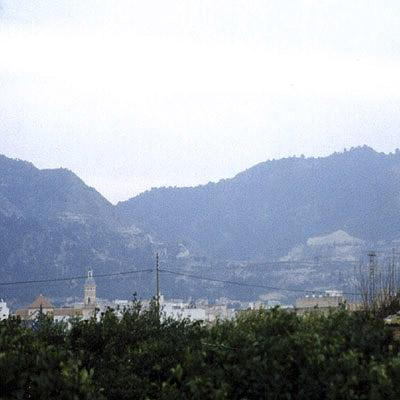
Montagnes et champs d'agrumes à Beniaján
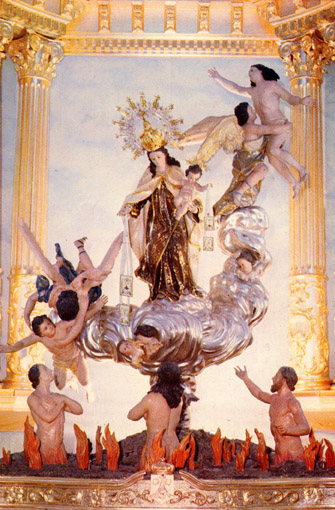
Notre-Dame du Carmel
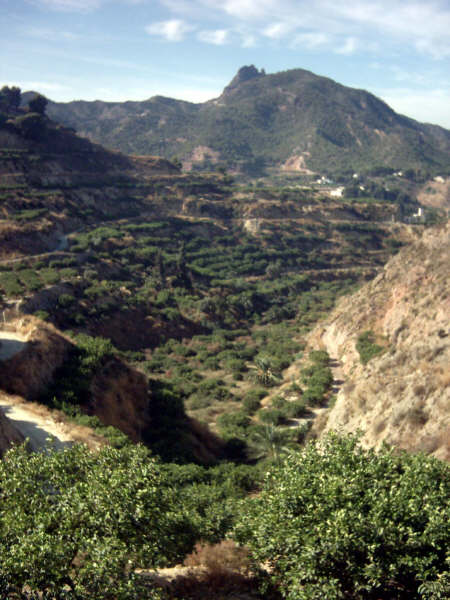
Montagnes à Beniaján
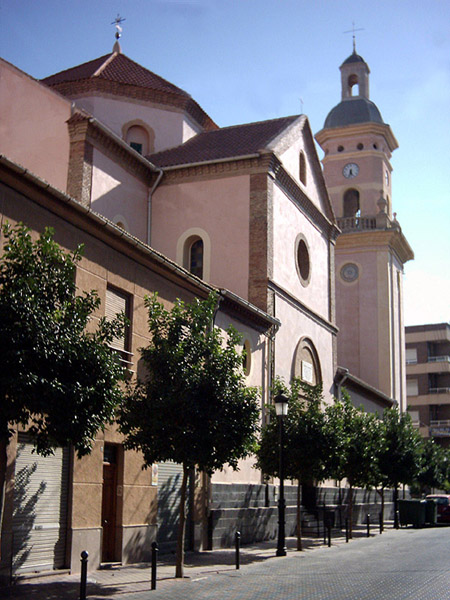
Calle Mayor, église de San Juan Bautista